# Aeroportul Puvirnituq
Aeroportul Puvirnituq (IATA: YPX, ICAO: CYPX) este un aeroport din Puvirnituq⁠(d), Kativik Regional Government⁠(d), Nord-du-Québec⁠(d), Provincia Québec, Canada.
Situat la o altitudine de 25 m, aeroportul dispune de o singură pistă.